# Linac
Linac ist eine südfranzösische Gemeinde mit 235 Einwohnern (Stand 1. Januar 2022) im Département Lot in der Region Okzitanien. Sie ist Teil des Regionalen Naturparks Causses du Quercy.

## Lage
Linac liegt in einer Höhe von etwa 430 Metern ü. d. M. am südwestlichen Rand des Zentralmassives. Die nächste Stadt ist das etwa 14 Kilometer (Fahrtstrecke) südwestlich gelegene Figeac.

## Bevölkerungsentwicklung
| Jahr      | 1962 | 1968 | 1975 | 1982 | 1990 | 1999 | 2006 | 2018 |
| --------- | ---- | ---- | ---- | ---- | ---- | ---- | ---- | ---- |
| Einwohner | 300  | 283  | 264  | 242  | 220  | 218  | 196  | 232  |

Zu Beginn des 19. Jahrhunderts hatte der Ort noch um die 1000 Einwohner. Danach ging die Einwohnerzahl – verstärkt durch die Reblauskrise im Weinbau und die Mechanisierung der Landwirtschaft – kontinuierlich bis auf die Tiefststände der letzten Jahrzehnte zurück.

## Wirtschaft
Im Haut-Quercy wurde die Landwirtschaft in erster Linie zur Selbstversorgung betrieben, zu der bis ins 19. Jahrhundert hinein auch der Weinbau gehörte, der aber nach der Reblauskrise nahezu gänzlich aufgegeben wurde. Heute spielt – neben Landwirtschaft, Kleinhandel und Handwerk – der Tourismus in Form der Vermietung von Ferienwohnungen (gîtes) eine wichtige Rolle im Wirtschaftsleben der Gemeinde.

## Sehenswürdigkeiten
Das Château de Puy-Launay stammt ursprünglich aus dem 14. Jahrhundert; es wurde jedoch in den nachfolgenden Jahrhunderten immer wieder umgebaut – sein heutiges dreigeschossiges Erscheinungsbild geht im Wesentlichen auf das 16. Jahrhundert zurück. Der imposante Wohntrakt (corps de logis) wird talwärts von zwei Eckrundtürmen gerahmt. Der Bau wurde 1989 als Monument historique eingestuft.